# Peter Stone (sceneggiatore)
Peter Hess Stone (Los Angeles, 7 febbraio 1930 – Manhattan, 26 aprile 2003) è stato un drammaturgo, sceneggiatore e librettista statunitense.

## Biografia
Nato in una famiglia ebrea di Los Angeles, Peter Stone era il figlio di Hilda Hess e del produttore John Stone. Dopo la laurea al Bard College, Stone si trasferì a Parigi, dove visse per circa tredici anni e cominciò a lavorare come scrittore per la radio e la CBS. Nel 1961 scrisse il libretto per un adattamento musicale del dramma di Jean Paul Sartre Kean, che segnò il debutto a Broadway di Stone in veste di librettista.
Negli anni sessanta Stone si affermò anche come sceneggiatore per la televisione e per il cinema, avendo scritto in fatti le sceneggiature di film come Sciarada, Mirage, Il gran lupo chiama e Arabesque. Per la sceneggiatura de Il gran lupo chiama, scritta insieme a S. H. Barnett e Frank Tarloff, vinse l'Oscar alla migliore sceneggiatura originale nel 1965. Quattro anni dopo scrisse il libretto del musical di Broadway 1776, premiato con il Tony Award al miglior musical. Dopo due decenni a Hollywood, Stone tornò a Broadway negli anni 80, ottenendo un nuovo successo con il musical Woman of the Year, interpretato da Lauren Bacall; lo show valse a Stone il Tony Award al miglior libretto di un musical.
Due anni più tardi, nel 1983, ottenne un altro successo firmando il libretto del musical My One and Only, rimasto in scena a Broadway per oltre due anni e più di 760 rappresentazioni. Su richiesta di Tommy Tune collaborò anche alla revisione del libretto del musical Grand Hotel (1989); nel 1991 ottenne un altro successo con The Will Rogers Follies, rimasto in cartellone a Broadway per quasi mille repliche. Inoltre, dal 1981 al 1999 fu il presidente della gilda dei drammaturghi americani.
Dopo aver scritto la sceneggiatura di La giusta causa, nel 1997 tornò a Broadway come librettista del musical Titanic su partitura di Maury Yeston. Nonostante numerosi problemi tecnici, Titanic rimase in scena per oltre ottocento rappresentazioni e vinse il Tony Award al miglior musical, mentre Stone vinse il suo secondo Tony Award al miglior libretto di un musical. Nel 1999 revisionò il libretto del musical Annie Get Your Gun per un nuovo revival con Bernadette Peters; le revisioni apportate da Stone si rivelarono vincenti e lo show rimase in cartellone per più di mille repliche a Broadway.
Morì di fibrosi polmonare nel 2003, ma Stone ottenne altri due successi postumi. Nel 2007 il musical di John Kander e Fred Ebb Curtains debuttò a Broadway con un libretto scritto da Stone e portato a compimento da Rupert Holmes. Allo stesso modo, nel 2011 Thomas Meehan revisionò il libretto incompiuto del musical Death Takes a Holiday, che debuttò nell'Off-Broadway nello stesso anno e valse a Stone una candidatura postuma ai Drama Desk Award.

## Filmografia
- Sciarada (Charade), regia di Stanley Donen (1963)
- Il gran lupo chiama (Father Goose), regia di Ralph Nelson (1964)
- Mirage, regia di Edward Dmytryk (1965)
- Arabesque, regia di Stanley Donen (1966)
- 1776, regia di Peter H. Hunt (1972)
- Il colpo della metropolitana (Un ostaggio al minuto) (The Taking of Pelham One Two Three), regia di Joseph Sargent (1974)
- Qualcuno sta uccidendo i più grandi cuochi d'Europa, regia di Ted Kotcheff (1976)
- La giusta causa (Just Cause), regia di Arne Glimcher (1995)

## Riconoscimenti
- Premio Oscar
  - 1964 – Migliore sceneggiatura originale per Il gran lupo chiama
- Tony Award
  - 1966 – Candidatura al miglior musical per Skyscraper
  - 1969 – Miglior musical per 1776
  - 1981 – Miglior libretto di un musical per Woman of the Year
  - 1983 – Candidatura al miglior libretto di un musical per My One And Only
  - 1991 – Candidatura al miglior libretto di un musical per The Will Rogers Follies
  - 1997 – Miglior libretto di un musical per Titanic
  - 2007 – Candidatura al miglior libretto di un musical per Curtains